# Альф (персонаж)
Гордон Шамвей, також відомий як «Альф», — головний герой американського телесеріалу «Альф» та його анімаційних спін-оффів, повнометражного фільму «Проєкт ALF» та ведучий ток-шоу «ALF's Hit Talk Show» . Назва «ALF» у англійській мові є скороченням від Another Life Form, (Інопланетна форма життя). Пол Фуско створив і озвучує персонажа. У фільмі «ALF» Ліза Баклі та Боб Фаппіано допомагали Фуско зіграти пухнастого коричневого прибульця. Протягом першого сезону «Альфа» Мічу Месарош іноді одягав повний костюм, коли були потрібне знімання загальним планом.

## Концепція та створення
Пол Фуско створив персонажа в 1984 році, використовуючи ляльку схожу на прибульця, яку він до того використовував, щоб кепкувати з родини та друзів. Берні Бріллштейну запропонували подивитися кастінг Фуско з ляльковим персонажем, але спочатку він не зацікавився, оскільки на той момент вже багато років співпрацював з Джимом Генсоном і вважав Генсона найкращим лялькарем. Однак, коротка сценка з Альфом, яку Фуско виконав, підкорила Бріллштейна, й переконала його у достатній кумедності персонажа для того щоб зробити серіал з ним у головній роді.  
Під час знімань Фуско відмовлявся визнавати, що ляльковий Альф був кимось іншим, окрім інопланетянина. Усіх причетних до виробництва попередили не розголошувати жодних виробничих секретів серіалу. 
Для збереження головної ляльки Альфа у пристойному вигляді, виконавці репетирували з грубою ранньою версією ALF, яку прозвали «RALF» («Репетиційна Інопланететна Форма Життя»).   Фуско не любив репетирувати і часто підміняв справжню ляльку Альфа своєю рукою або РАЛЬФОМ. 

## Реалізація
Щоб зіграти прибульця в ситкомі, Пол Фуско вставляв свою ліву руку в голову ляльки, щоб зобразити рот персонажа, залишаючи праву руку правою рукою Альфа. Під люками та отворами на підлозі Фуско допомагала друга лялькарка, Ліза Баклі, яка відповідала за керування лівою рукою персонажа. З-за кадру третій лялькар, Боб Фаппіано, віддалено керував його очима та іншими рисами обличчя.
Створюючи голос Альфа, Фуско спочатку надихався голосом пса Роулфа, персонажа Маппетів, однак хрипкий голос Рольфа перенапружував голосові зв'язки, що спонукало його перейти до більш високих тонів. Проте, у перших епізодах серіалу, Альф говорить голосом, що нагадує попередній голос, схожий на голос Роулфа.  
Протягом першого сезону серіалу «Альф», щоразу, коли персонажа потрібно було побачити у повний зріст, угорський актор Міху Месарош одягав костюм Альфа в натуральну величину. Однак виконання Месароша стало надто дорогим, і подалі від його послуг довелося відмовитися.

## Фізіологія та здібності
У серіалі Альфа здебільшого зображували як істоту, яка вела вимушений малорухливий спосіб життя, оскільки йому доводилося залишатися в будинку Таннерів та на задньому дворі, щоб уникнути виявлення підрозділом дослідження прибульців. Однак, Альф зазначав, що на своїй планеті він був залучений до орбітальної гвардії та стверджував, що йому було дано наказ про мобілізацію незадовго до знищення планети.
Незважаючи на його розміри, у першій серії було зазначено, що він напрочуд важкий, і припускалося, що його серце розташоване у верхній правій частині голови. В епізоді другого сезону «Щось зі мною не так» він стверджував, що має вісім шлунків, які, за його словами, становлять приблизно 80% основних органів прибульця. Протягом усього серіалу тіло Альфа зображувалося значно щільнішим і витривалішим, ніж у людей, оскільки він пережив кілька вибухів на близькій відстані з незначними фізіологічними пошкодженнями.
У першому епізоді серіалу «Дика істота » Альф попередив Таннерів  (і пізніше пережив) те, що він назвав «складною фізіологічною та психологічною трансформацією», яку, за його словами, всі мешканці його планети проходять кожні 75 років. Це змушувало прибульця компульсивно шукати котів і вимагало ізоляції на час від заходу до сходу сонця. Ця зміна також дала Альфу раніше невідомі здібності, такі як здатність до, здавалося б, бездоганної імітації голосів, оскільки він швидко послідовно дублював голоси Лінн, Брайана та Віллі Таннера. 
У коміксах, створених Marvel, Альф продемонстрував здатність ставати невидимим, поїдаючи губки. Він також продемонстрував здатність досягати надлюдської сили завдяки свому тілу, яке здатне швидко розвивати мускулатуру. У коміксі Альф стверджував, що його сила наближається до сили Сірого Халка, і було показано як він піднімає будинок Таннерів з фундаменту.

## Появи

### АЛЬФ
У серіалі "Альф" Альф — інопланетянин з планети Мелмак, який прибув на планету Земля та опинився в гаражі родини Таннерів. На Мелмаку ALF був членом Орбітальної Варти планети.  У пілотному епізоді Віллі Таннер дав йому імʼя «АЛЬФ». АЛЬФ народився 28 жовтня 1756 року.  Він проблемний, саркастичний та цинічний. Альфа загалом вважають одним з небагатьох мешканців Мельмаку, які пережили катаклізм на своїй рідній планеті. Альф залишився в будинку Таннерів, щоб сховатися від уряду, і дуже рідко спілкувався з кимось поза межами родини.   В епізоді першого сезону «Допоможи мені, Ронда» Віллі вдається зв'язатися зі Скіпом, другом Альфа з Мельмака, і той пропонує йому пролетіти повз Землю, щоб забрати Альфа. Спочатку АЛЬФ вирішує піти зі Скіпом, але пізніше передумує і вирішує, що краще залишиться з Таннерами. 
Через те, що серіал став популярним серед дітей, АЛЬФ не вживав алкоголь після першого сезону,  оскільки NBC вважав, що це робить його поганим взірцем для дітей.  Також звичку Альфа  їсти котів, зокрема кота родини Таннерів, Щасливця , довелося скорегувати після епізоду де Альф спробував розігріти Щасливця в мікрохвильовці, що заохотило дитину-глядача спробувати розігріти в мікрохвильовій печі власного кота.   Після чого персонаж більше не робив таких сцен. Також в епізоді «Спробуй згадати» Альф використовував електричний міксер у ванні та втратив памʼять, що призвело до того, що інша дитина з глядачів  спробувала зробити те саме й мало не вразила себе струмом. Творцям серіалу довелося відредагувати цей епізод для всіх майбутніх ефірів, і у виправленій версій Альф замість цього послизнувся в душі, що спричинило амнезію.  Епізод також розпочався з соціальної реклами, в якій Альф пояснює небезпеку таких дій.

### Альф: Мультсеріал

Гордон у мультсеріалі «Альф»

### Казки Альфа
У фільмі «Казки Альфа», спін-оффі мультсеріалу «Альф: Анімаційний серіал», Альф та інші персонажі мультсеріалу зображують різних персонажів з казок у більш комічній манері, ніж в оригінальних казках.   Час від часу в серіалі Альф ламав четверту стіну, і його бачили під час підготовки до епізоду.

### Проєкт ALF
«Проект АЛЬФ» — телевізійний фільм 1996 року, який мав на меті завершити події серіалу «Альф» . У фільмі Альф перебував на військовій базі після того, як його захопила оперативна група підрозділу дослідження прибульців.  Фільм також мав стати пілотною серією для нового серіалу, але був погано сприйнятий глядачами, частково через відсутність Таннерів. 

### Ток-шоу Альфа
У 2004 році Альф провів нетривале ток-шоу ALF's Hit Talk Show .  Спочатку це мав бути одноразовий спецвипуск, але він зібрав достатньо глядачів для перегляду додаткових епізодів.  Спроба вважається провальною і одним із найгірших ток-шоу в історії. 

### Подальші появи

#### Фільм
У 2012 році було оголошено, що Фуско пропонує новий фільм про Альфа.  Пізніше повідомлялося, що фільм буде гібридним фільмом, створеним за допомогою комп'ютерної графіки та живого екшену, розробленим Sony Pictures Animation, а продюсером фільму виступить Джордан Кернер разом із співавтором фільму Фуско та ALF Томом Патчеттом . 

#### Перезапусксеріалу
У 2018 році повідомлялося, що Warner Bros. працює над перезапуском серіалу про Альфа, ймовірно, про повернення Альфа на Землю та життя з новою родиною.  Пізніше того ж року було повідомлено про відмову від цієї ідеї.  Однак, у статті про перезапуск «Керівника класу», який розробляється на HBO Max, опублікованій Deadline у травні 2020 року, зазначалося, що перезапуск знаходиться на стадії розробки HBO Max. 

### Інші появи

#### Комікси Marvel
Комікс про АЛЬФа був опублікований видавництвом Marvel Comics  під брендом Star Comics . Комікс Альф почав виходити у 1988 році та виходив майже чотири роки, загалом вийшло 50 випусків та 3 щорічники. Протягом практично всього серіалу творчу команду складали: Майкл Галлахер (сценарій), Дейв Манак і Марі Северін (художники). Комікс мав три історії в кожному випуску: дві у всесвіті телесеріалу та ще одну, натхненну мультфільмом, з історіями з планети Мельмак. 

#### Гостьові появи
Завдяки популярності персонажа, ALF часто з'являвся запрошеним гостем:
- У 1987-му Альф з'являється у спеціальному епізоді ALF Loves a Mystery, де розповів глядачам розклад програм каналу NBC.[2]
- Альф з'являється у другому сезоні серіалу Matlock у 1987-му році..[2][16]
- У 1989 Альф провів день подяки Macy's Thanksgiving Day Parade.[17]
- У 1989, Альф з'являється у соціальній рекламі для міністерства внутрішніх справ США.[17]
- У 2000 році ALF з'явився в «Шоу Сінді Марголіс».[18]
- У 2002 році ALF з'явився в серії рекламних роликів телефонної служби 10-10-220 з Террі Бредшоу, Халком Хоганом, Майком Піяццою, Еммітом Смітом і Тобі Кітом..[17]
- У 2002 році ALF з'явився у спеціальному випуску до 75-річчя NBC.[19]
- У 2003 році ALF з'явився в «Jimmy Kimmel Live!»[20]
- У листопаді 2007 року ALF з'явився як «Телевізійна ікона тижня» в «The O'Reilly Factor».[17]
- У жовтні 2011 року ALF з'явився на «Good Morning America»[17]
- ALF з'явився в камео в пародійному фільмі «Funny or Die» 2016 року «Дональд Трамп: Мистецтво угоди: Фільм» як шафер Дональда Трампа.[21]
- У січні 2019 року ALF з'явився в епізоді «Молодий Шелдон» під назвою «Раса надлюдей і лист до Альфа».[22]

### Мерчендайзінг
Як і багато шоу свого часу, ALF також був предметом серії колекційних карток від Topps . Більшість містили кадри з різних епізодів, але кілька карток пародіювали бейсбольні картки, зображуючи гравців мельмасійського виду спорту «Буйабесбол» із такими характеристиками, як «Ляпки». Перша серія з жовтою рамкою вийшла у 1987 році, а друга серія з червоною рамкою — у 1988 році. 
Під час першого показу шоу продавалися товари, пов'язані з Альфом, зокрема плюшева лялька 1987 року виробництва Coleco заввишки у 55 см та календар 1988 року зі святами планети Мельмак.  У 1987 році було продано товарів на суму понад 250 мільйонів доларів, включаючи ляльок Coleco на суму 85 мільйонів доларів. 

### Музика
У 1987 році голландський реміксер і продюсер Бен Лібранд створив пісню під назвою «Застряг на Землі» із семплів з епізоду серіалу «Альф» .  Сингл посів 4 місце в чартах Нідерландів , 14 місце у Фландрії (Бельгія),  28 місце в Німеччині  та 3 місце в Новій Зеландії  .
Протягом 1988 року Burger King провів акцію під назвою «Багато облич Альфа», роздаючи тематичних ляльок та картонну платівку до кожної дитячої страви. Ці платівки містили оригінальні записи у виконанні Альфа – під назвами «Дівчата з Мельмака», «Готуємо з Альфом», «Рок Мельмака» та «Відведи мене, Альфе, на бейсбольний матч».  
Томмі Пайпер, актор, який озвучував Альфа для німецької публіки, провів дванадцять тижнів у німецьких поп-чартах у 1989 році. У синглі звучала Амелі Сандманн (голос Ронди), а його назва була «Hallo ALF Hier Ist Rhonda» (у перекладі «Привіт, АЛЬФ, це Ронда»). Він також брав участь у записі ролі ALF на різних тематичних мікс-альбомах, що представляли пісні поп-виконавців того часу та інші оригінальні композиції. 

### Відеоігри
Існує шість відеоігор заснованих на історії Альфа : ALF 1987 року, також відома як ALF: The First Adventure, для різних комп'ютерних систем, таких як Commodore 64, IBM та Apple II,  ALF 1989 року для Master System,  чотири навчальні ігри для комп'ютерів IBM та Apple II, випущені в 1988 році під назвами ALF's US Geography, ALF's Thinking Skills, ALF's World of Words та Add & Subtract With ALF.     

### Інше
Перша леді Ненсі Рейган запросила Альфа до Білого дому на різдвяну вечірку 1987 року, де президент Рональд Рейган сказав Фуско, що Альф — його улюблене шоу.  У 2019 році повідомлялося, що мешканець Нью-Гейвена, штат Коннектикут, працював над тим, щоб у місті встановили статую Альфа. Фуско родом з Нью-Гейвена. 

## Рецензії
Телевізійний гід поставив Альфа на 8 місце у своєму списку «25 найвидатніших легенд наукової фантастики».  MeTV поставив Альфа на друге місце у своєму списку найкращих телевізійних інопланетян, поступаючись лише містеру Споку із «Зоряного шляху ».  У своєму списку «10 наймиліших прибульців в історії науково-фантастичного телебачення» Screen Rant поставив Альфа на 5 місце.  АЛЬФ також отримав нагороду за улюбленого телевізійного актора на церемонії Kids' Choice Awards 1989 року . 